# Гонтеншвіль
Гонтеншвіль (нім. Gontenschwil) — громада  в Швейцарії в кантоні Ааргау, округ Кульм.

## Географія
Громада розташована на відстані близько 65 км на північний схід від Берна, 16 км на південний схід від Аарау.
Гонтеншвіль має площу 9,7 км², з яких на 13,4% дозволяється будівництво (житлове та будівництво доріг), 60,1% використовуються в сільськогосподарських цілях, 25,9% зайнято лісами, 0,5% не є продуктивними (річки, льодовики або гори).

## Демографія
2019 року в громаді мешкало 2169 осіб (+4,8% порівняно з 2010 роком), іноземців було 18,5%. Густота населення становила 223 осіб/км².
За віковим діапазоном населення розподілялося таким чином: 19% — особи молодші 20 років, 60,8% — особи у віці 20—64 років, 20,1% — особи у віці 65 років та старші. Було 953 помешкань (у середньому 2,2 особи в помешканні).
Із загальної кількості 1018 працюючих 84 було зайнятих в первинному секторі, 392 — в обробній промисловості, 542 — в галузі послуг.